# Casina Nasi
La Casina Nasi o Villino Nasi, è un edificio storico della città di Trapani in stile Art Nouveau.  Si trova in una sottile lingua di terra, tra Torre di Ligny e il Castello della Colombaia, di fronte allo Scoglio Palumbo.

## Architettura
La costruzione della villa, che la cittadinanza di Trapani volle donare al suo illustre concittadino, l'ex ministro Nunzio Nasi, iniziò nel 1898.
La costruzione è in bugnato rustico e vi si accede attraverso un lungo viale. Il prospetto è scandito da pilastri angolari, con due ali sporgenti terminanti con decorazioni.
L'interno è arredato con mobili d'epoca ed è presente un busto di Nasi opera di Ettore Ximenes. Nel 1913 per collegare il piano terra al primo piano fu realizzata una scala alla trapanese da parte dell'architetto Francesco La Grassa.
Nel 1901 il poeta protocrepuscolare trapanese Tito Marrone vi dedicò una sua lirica, “Lo Scoglio”.
L'attuale proprietario è il Libero consorzio comunale di Trapani.